# Sétima Frota dos Estados Unidos

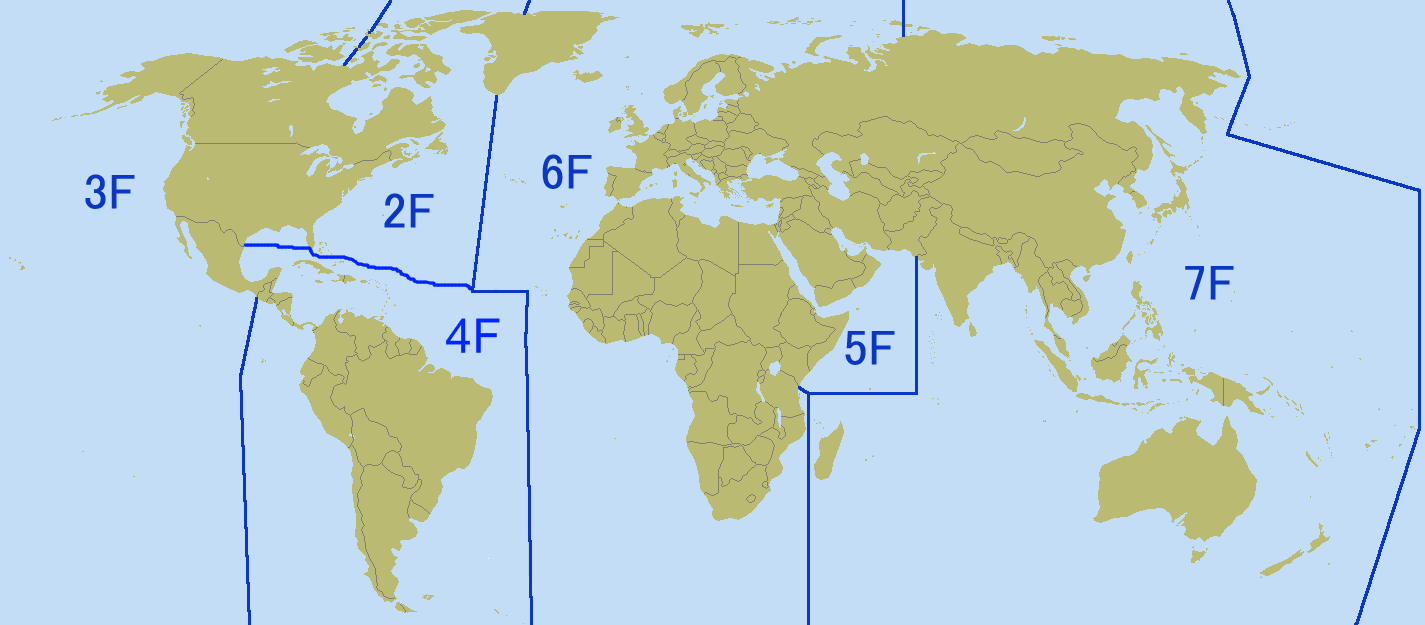
Área de atuação da Frotas dos Estados Unidos

A Sétima Frota dos Estados Unidos (U.S. 7th Fleet), é uma divisão da Marinha dos Estados Unidos designada para operar na região oeste do Oceano Pacífico e no Oceano Índico. O Comando da Frota, baseado em Yokosuka, Japão, é atualmente liderado pelo Vice-almirante John M. Bird. A Sétima Frota é responsável pela maior área de atuação e pelo maior contingente bélico dentre as frotas numeradas dos EUA.

## História
A Sétima Frota foi estabelecida em 1943, durante a Segunda Guerra Mundial pelo Almirante Ernest King, juntamente com outras frotas numeradas dos EUA, para operações de força-tarefa em áreas geográficas específicas.